# Epiphone Les Paul 100
La Epiphone Les Paul 100 (LP-100) fu introdotta per la prima volta sul mercato nel 1989. Il modello è una copia della Gibson Les Paul Studio dalla quale differisce per alcuni particolare di non seconda importanza, come l'unione del manico corpo con placca e viti in stile Fender e i DOT che sono presenti nelle prime versioni della studio poi abbandonati dalle attuali "crown", su autorizzazione della stessa Gibson, quindi possiede le stesse specifiche,lo stesso timbro della Les Paul originale con le dovute proporzioni qualitative. La LP-100 ha un costo contenuto e conveniente, accessibile un po' a tutti, ed è perfetta per chi comincia o per chi non può permettersi una Gibson originale, di gran lunga più costosa.

## Specifiche
La Les Paul 100 esteriormente è molto simile alle Les Paul originali. Ha una forma tradizionale, unico corpo in mogano, più sottile rispetto alla maggior parte dei modelli Les Paul, con due controlli di tono, due controlli del volume ed il selettore con le tre posizioni ritmo Rhythm/Treble. Possiede inoltre una cordiera stopbar e un ponte Tune-o-matic, come i modelli di fascia superiore. Vi sono due pick-up humbucker, un 700T a bobina aperta montato al ponte e un 650R a bobina aperta vicino al manico. Il raggio della tastiera e di 12", cioè 304,80 mm, e la chitarra ha una scala di 24,75" cioè 628,25 mm. Il numero di tasti è 22.